# Luis Guillermo Solís
Luis Guillermo Solís (født 25. april 1958 i San José) er en costaricansk politiker og den siddende præsident siden 8. maj 2014, da han vandt valget samme år med 77,8 procent af stemmerne. Han repræsentere partiet Partido Acción Ciudadana, der er et socialdemokratisk og progressivt parti.